# امید خورج
امید خورج (زاده ۲۷ خرداد ۱۳۵۹) بازیکن سابق و مربی فوتبال اهل ایران است.
وی سابقه حضور در تیم‌های پاس تهران، پاس همدان، فولاد خوزستان و الوند همدان را دارد.